# 1000 (număr)
1000 (o mie) este numărul natural care urmează după 999 și precede pe 1001 într-un șir crescător de numere naturale.

## În matematică
1000:
- Este un număr par.[1][2]
- Este un număr compus.[3]
- Este un număr abundent.[4][5]
- Este un număr Harshad.[6][7]
- Este un număr rotund.[8][9]
- Este un cub (1000 =103).
- Este un număr 24-gonal.[10][11]

### Notații
În sistemul zecimal numărul 1000 se poate nota prin:
- 1000 – notația pozițională;
- 1 × 103 – notația exponențială, cunoscută și ca notația științifică, folosită în inginerie;
- 1.E+3 și 1.D+3– notații folosită în IT (notația cu E pentru precizie simplă, respectiv notația cu D pentru precizie dublă). Deși în calculatoare acestea sunt numere reale, reprezentate în precizie limitată, 1000 are o reprezentare exactă deoarece mantisa sa are doar 10 poziții binare semnificative.

Prefixul SI pentru 1000 este „kilo”, prescurtat „k”, de exemplu, un kilometru (km) este 1000 de metri (m).
Pentru ușurința citirii numerelor mari, cifrele lor pot fi separate în grupe de câte trei cifre (ordinul miilor). În SI separatorul grupurilor este spațiul neîntreruptibil (insecabil). În cultura populară, în Europa separatorul este punctul, iar în țările de limbă anglo-saxonă, virgula.

## În știință

### În astronomie
- 1000 Piazzia este un asteroid din centura principală.